# Torshälla-Nyby IS
Torshälla-Nyby IS, vanligen TNIS, är en idrottsförening från staden Torshälla i Södermanland, sedan 1971 i Eskilstuna kommun. Föreningen bildades 1914 och är idag (2022) inriktad på fotboll och skidlöpning.

## Klubbens bildande
I början av 1900-talet fanns det många idrottsföreningar. Konkurrensen dem emellan var hård. Många av föreningarna nedlades till följd av svag ekonomi eller organisation. Till 1914 återstod endast tre föreningar. Tre av dem var Guif Torshälla (Godtemplarnes Ungdoms- och Idrottsförening Torshälla, bildad 1896), Nyby Bruks IF och Östermalms IF. Dessa bildade den 12 februari 1914 Torshälla-Nyby idrottssällskap, den 7 mars samma år uppgick även Torshälla AIK i den nybildade föreningen. Initialt utövade TNIS allmän idrott, bandy, cykling och fotboll.

### Klubbdräkt
Under föreningens tidiga år uppträdde TNIS i Guif Torshällas röda tröjor och svarta byxor. År 1924 ändrades dräkten till grönsvartrandig tröja och vit byxa. Den grönsvarta dressen har behållits sedan dess men de vita byxorna har fått ge vika till förmån för svarta.

## Fotboll

### Herrlaget
TNIS deltog i seriespel för första gången säsongen 1915/1916, i en serie som bland annat innehöll storheter som IFK Eskilstuna och Guif. Laget spelade i lokala och regionala serie fram till och med säsongen 1953/1954. Under den perioden vann TNIS sina serier vid fyra tillfällen (1929/1930, 1946/1947, 1952/1953 och 1953/1954). Den sista av dessa segrar, seriesegern i division V Södermanland före Oxelösunds SK, innebar att laget avancerade till division IV säsongen 1954/1955, motsvarande dagens division II.
Debuten i division IV slutade med en fjärdeplats. Efter fem säsonger föll laget ned i seriesystemet men återkom till division IV till säsongen 1970. Laget gjorde succé och slutade två, på samma poäng som seriesegraren Verdandi från Eskilstuna som flyttades upp till division III. Säsongen 1971 blev än bättre; TNIS vann division IV Södermanland och tog därmed steget upp till division III. Trean var vid denna tid landets tredje högsta serienivå, under Allsvenskan och division II. Laget placerades i Div. III Nordöstra Götaland tillsammans med lokalrivalerna City och Verdandi. TNIS vann fyra matcher, spelade fem oavgjorda men klarade inte nytt kontrakt.
Efter degraderingen spelade sedan TNIS fem säsonger i division IV mellan 1973 och 1980, sedan dess har klubben inte lyckats återvända till fjärde högsta divisionen. Som lägst har laget spelat i division VII (niondedivisionen) men återfinns sedan 2021 i division VI (åttondedivisionen).
Torshargs BK

Föreningens andralag gick under åren 2007-2011 under namnet Torshargs BK. Laget spelade tre säsonger i division VII och två säsonger i division VI.

### Damlaget
Damsektionen inom TNIS bildades 1944. Den ägnade sig inledningsvis åt fotboll, friidrott, gymnastik och orientering. Fotbollslaget deltog i seriespel för första gången 1976 och har som bäst spelat i division III. Säsongen 2022 slutade laget på tredje plats i division III Södermanland.

### Ungdomssektion
Det första flicklaget startades 1981. År 2022 har TNIS tretton ungdomslag i spel, tre flicklag och tio pojklag i varierande åldrar.

## Skidor
Skidsektionen startades på 1920-talet och är alltjämt aktiv.

## Tidigare idrotter
Genom åren har TNIS utövat många idrotter. Den enda som varit beständig sedan föreningens tillblivelse är fotboll.

### Bandy
Bandysektionen ingick i TNIS från föreningens tillblivelse 1914 ända fram till 1997 då den sammanslogs med lokalrivalen Eskilstuna BS (i sin tur en sammanslagning av Diana och Eskilshem) till Torshälla-Eskilstuna BK. Den sammanslagna föreningen återtog 2006 namnet Eskilstuna BS.
Kombinationen bandy (vinter) och fotboll (sommar) var mycket vanlig på bruksorter. TNIS och Torshälla var därvidlag inget undantag, på sommarhalvåret nyttjades Torsharg för fotboll och på vintern spolades isen och man spelade då bandy istället. Bandysektionen lämnade dock Torsharg under slutet av sektionens existens till förmån för Eskilstuna Isstadion.

### Innebandy
Innebandysektionen avancerade till Elitserien 1997/1998. Sejouren blev dock endast ettårig då TNIS slutade sist i södergruppen. Sektionen nedlades 1999 och utbröts till Torshälla IBK.

### Övriga idrotter
- Boxning
Utövades under 1920-talet.
- Cykel
Utövades åtminstone 1927-1928 av fem åkare.
- Friidrott
Fanns med från starten 1914 till omkring 1970.
- Gångsport
Bedrevs under 1930-talet.
- Gymnastik
Bedrevs fr.o.m. 1919 in på 1930-talet.
- Handboll
TNIS hade en handbollssektion som 1969 utbröts och bildade Gökstens BK.
- Orientering
Orienteringssektionen utbröts 1947 och bildade OK Tor.
- Simning
Sektionen var aktiv under föreningens allra första år.